# にっぽんど真ん中祭り

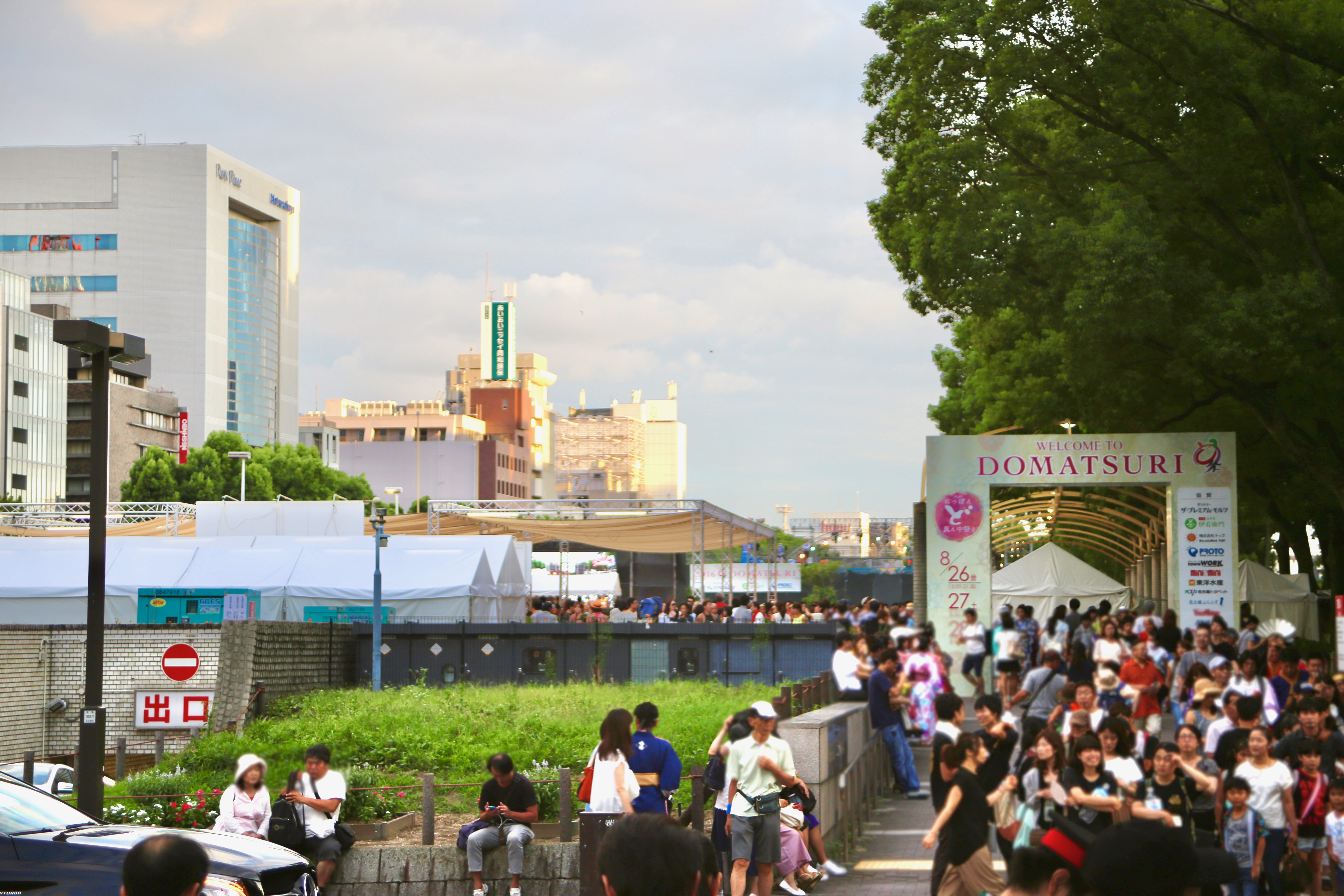
久屋大通公園会場（2016年8月）

にっぽんど真ん中祭り（にっぽんどまんなかまつり）は、8月末（例年8月末の金～日曜日の3日間。金曜日は前夜祭、土日が本祭（特に断りのなき限り2016の大会を参考としている。以下同じ））に愛知県名古屋市を中心（19の会場に跨り広がっている。メインステージは久屋大通公園）に行われる踊りのイベント。通称「どまつり」。1999年に初開催され、毎年催されている。県内外からのエントリーが有り、踊る曲のジャンルは問われないが、自分の住んでいる地域・地元をアピールするため、地元の民謡のフレーズを入れることが参加条件となっているところが特徴である。創始者は現在、にっぽんど真ん中祭り専務理事である水野孝一。

## 概要
名古屋には島田豊年（名古屋ストトコ節などを振付）を開祖とする「日本民踊研究会」と言う日本民踊の中心的な役割を担う巨大な団体が存在する。当時、そのような地元の文化を知らない学生たちが北海道札幌市で開催されるYOSAKOIソーラン祭りに参加するため、1997年名古屋学生チーム『鯱』を結成し、YOSAKOIソーラン祭りに参加した。
そこで感銘を受けたメンバーの「名古屋にも学生の手で活気のある祭りを作りたい」との想いから1999年に開催された。
以降、毎年開催され、踊り手・観客数は何年かごとに落ち込みも見られるものの、そのたびに持ち直し、2016年は207チーム23000人の参加、観客220万人と発表されている（参加・観客数の推移も参照）。

### ルール
- 踊りに使用する曲（チーム楽曲）のジャンルは問わないが、曲の中に地元の民謡の一節を取り入れること。
- 1チームは40人以上が条件（上限150人以下が目安）。40人未満の場合は「U-40大会」へ参加可能。
- 地方車（器材や音響装置を乗せた先導車）を用意する。地域色や自分達のテーマなどを盛り込んだ装飾を施す（制限はあるが、他チームとの共用やレンタルも有る）。

これらはそれぞれ高知県の「よさこい祭り」と札幌市のYOSAKOIソーラン祭りを参考にしている。

### 審査
以下の賞・部門について審査される。
- 総合賞

受賞チーム（計11チーム（詳細は公式HPにて））プラス、前年参加上位チームよりシード1チーム）で「ファイナルステージ」（最終審査）が行われ、「どまつり大賞」が決定する。
- 部門賞（3部門）
- U-40大会（40は年齢ではなく人数であり、40人未満で参加できる）
- どまつりジュニア大会
- 特別賞（踊りだけでなく地域の貢献度などを加味した各賞が有る）

### どまつり その他の活動
- 2009年 御園座 川中美幸特別公演にて各チーム・どまつり経験者が特別出演した。

第11回どまつりでは最終日総踊りの前に公演で披露した「ちょうちんの花　どまつりバージョン」を披露した。
- どまつりキャラバン隊として、どまつりの総踊りをYOSAKOIソーラン祭りにて披露した。

### 総踊り
特別観覧席として有料席を設けて観客がいる前提ながらも「観客動員ゼロ＝全員参加型」の祭りを目指し、踊り子や見物客などの壁をなくし、関わった人全てが一体となって祭りの空間を作り出すために作られた踊りのことで、当祭りの名物である。
2010年には、どまつり名物「総踊り」が、9,481人で一斉に踊りギネス世界記録™ "世界一の総踊り"として認定。

## 沿革
- 1999年2月22日 中京大学、名古屋外国語大学らの学生による「にっぽんど真ん中祭り実行委員会」誕生
- 1999年8月 第1回にっぽんど真ん中祭りが行われる。
- 2001年3月22日 「にっぽんど真ん中祭り普及振興会」設立
- 2003年2月19日 普及振興会を発展的に改組し「にっぽんど真ん中祭り組織委員会」を設立
- 2007年4月1日 組織委員会を発展的に改組し「財団法人にっぽんど真ん中祭り文化財団」を設立
- 2010年に「世界一の総踊り」としてギネス世界記録に認定された。
- 2020年は新型コロナウイルスの影響を受け「テレどまつり」としてオンライン開催
- 2021年は前年同様のオンライン開催に加えて二元中継先として久屋大通り公園から無観客で生中継も行った。

### 歴代どまつり大賞チーム
- 第1回（1999年） 該当賞なし※部門賞的な賞のみ
- 第2回（2000年） 鳴海商工会 猩々（しょうじょう）（名古屋市緑区）
- 第3回（2001年） RAN（名古屋市中村区）
- 第4回（2002年） 北海道大学“縁”（北海道札幌市北区)
- 第5回（2003年） 笑゛（じょう）（犬山市）
- 第6回（2004年） 笑゛
- 第7回（2005年） 日本福祉大学 夢人党（むじんとう）（知多郡美浜町）
- 第8回（2006年） 鳴海商工会 猩々
- 第9回（2007年） 笑゛
- 第10回（2008年） 鳴海商工会 猩々
- 第11回（2009年） D.D.M&暁（半田市）
- 第12回（2010年） D.D.M&暁（半田市）
- 第13回（2011年） 名古屋学生チーム『鯱』（名古屋市中区）
- 第14回（2012年） 笑゛
- 第15回（2013年） 信州大学YOSAKOI祭りサークル　和っしょい（長野県松本市）
- 第16回（2014年） 名古屋学生チーム『鯱』
- 第17回（2015年） 笑゛
- 第18回（2016年） 岐阜聖徳学園大学 柳（岐阜県岐阜市）
- 第19回（2017年） 名古屋学生チーム『鯱』
- 第20回（2018年） kagura(名古屋市中区)
- 第21回（2019年）嘉們ーKAMONー（大阪府大阪市）
- 第22回（2020年）嘉們ーKAMONー※リアル審査無しの為テレどまつり大賞
- 第23回（2021年）夜宵（名古屋市中区）※リアル審査無しの為テレどまつり大賞
- 第24回（2022年）半布里（岐阜県加茂郡富加町）
- 第25回（2023年）常笑（日進市）
- 第26回（2024年）嘉們ーKAMONー

## 参加・観客数の推移
※前述の通り観客数ゼロのまつりを掲げているが主催者が観客数を発表している。(観客数の算出方法については未公表)
| 開催年 | 参加チーム | 参加者  | 観客動員数 | 備考 |
| ------ | ---------- | ------- | ---------- | ---- |
| 1999年 | 26チーム   | 1500人  | 32万人     |      |
| 2000年 | 54チーム   | 3000人  | 50万人     |      |
| 2001年 | 78チーム   | 6000人  | 78万人     |      |
| 2002年 | 105チーム  | 10000人 | 102万人    |      |
| 2003年 | 160チーム  | 15000人 | 142万人    |      |
| 2004年 | 160チーム  | 18000人 | 144万人    |      |
| 2005年 | 175チーム  | 20000人 | 197万人    |      |
| 2006年 | 200チーム  | 23000人 | 180万人    |      |
| 2007年 | 197チーム  | 23000人 | 185万人    |      |
| 2008年 | 207チーム  | 23000人 | 140万人    |      |
| 2009年 | 210チーム  | 23000人 | 209万人    |      |
| 2010年 | 221チーム  | 23000人 | 210万人    |      |
| 2011年 | 220チーム  | 23000人 | 196万人    |      |
| 2012年 | 213チーム  | 23000人 | 198万人    |      |
| 2013年 | 205チーム  | 23000人 | 153万人    |      |
| 2016年 | 207チーム  | 23000人 | 220万人    |      |
| 2017年 | 205チーム  | 23000人 | 225万人    |      |
| 2018年 | 210チーム  | 23000人 | 210万人    |      |
| 2019年 | 206チーム  |         |            |      |
| 2020年 | 373チーム  |         |            |      |
| 2021年 | 438チーム  |         |            |      |
| 2022年 | 563チーム  |         |            |      |

## 財団法人化
個人が主体の任意団体「にっぽんど真ん中祭り組織委員会」が開催していたが、事業の公益性が高まり、継続や発展が望まれる一方で、個人では背負いきれない部分が多く出てきたことがきっかけとなり、同委員会は、愛知県知事の許可を受けて平成19年4月1日から「財団法人にっぽんど真ん中祭り文化財団」を設立し、同委員会は財団設立と同時に解散となり、財団理事長には、財団発起人である岡田邦彦（名古屋商工会議所副会頭、株式会社松坂屋代表取締役会長（当時））が就任した。公益法人を取り巻く環境が変化する中、財団法人の設立は非常にハードルが高く、特に形のない「祭り」や「祭りの開催効果」を「財産」と認めることは全国でも前例が無く、初めてのケースである。

## 中継
開催期間中の土曜・日曜には、在名民放テレビ各局が祭りの模様をローカルタレントや局アナウンサーを交えての生中継や後日の録画放送を実施していたが、2016年は東海テレビと動画共有サービスのニコニコ動画で生中継を行った。中京テレビは同日に24時間テレビ 「愛は地球を救う」のイベントを久屋大通公園【セントラルパーク】で実施している関係上、当祭りに関しての放送などは実施していないが、開催団体の賛助会員には名を連ねている。

## どまつりジュニア大会
幼稚園児～中学生が主体となって構成されたチームが対象となる大会。2008年（第10回どまつり）から行われており、2010年で第3回目の開催となった。審査にはジュニア部門（中学生が多い場合）とキッズ部門（小学生以下が多い場合）がある。
会場：矢場公園（ナディアパーク）前
金賞チーム
- 第1回（2008年）笑゛Jr.
- 第2回（2009年）昭和保育園「たちばな」（名古屋市昭和区）
- 第3回（2010年）[キッズ部門]　日伯交流102 東浦町立石浜西小学校 30th Anniversary （知多郡東浦町）
- 第3回（2010年）[ジュニア部門]　北誠の風（名古屋市北区）
- 第4回（2011年）[キッズ部門]　昭和保育園「たちばな」（名古屋市昭和区）
- 第4回（2011年）[ジュニア部門]　笑゛Jr.（愛知県犬山市）
- 第5回（2012年）[キッズ部門]　　昭和保育園「たちばな」（名古屋市昭和区）
- 第5回（2012年）[ジュニア部門] 笑゛Jr.（愛知県犬山市）
- 第6回（2013年）[キッズ部門]　半田Dream（愛知県半田市）
- 第6回（2013年）[ジュニア部門] 豊夢（三重県伊勢市）
- 第7回（2014年）[キッズ部門]　昭和保育園「たちばな」（名古屋市昭和区）
- 第7回（2014年）[ジュニア部門] 平岸天神ジュニア(北海道札幌市豊平区)
- 第9回（2015年）[キッズ部門]　昭和保育園「たちばな」（名古屋市昭和区）
- 第9回（2015年）[ジュニア部門] 笑゛Jr.(愛知県犬山市)
- 第10回（2016年）[キッズ部門]DREAM DANCE SCHOOL（愛知県春日井市）
- 第10回（2016年）[ジュニア部門] 笑゛Jr.(愛知県犬山市)
- 第11回（2017年）[キッズ部門]北なごや発　夢☆列車（愛知県北名古屋市）
- 第11回（2017年）[ジュニア部門] 半田Dream(愛知県半田市)
- 第12回（2018年）[キッズ部門]半田Dream(愛知県半田市)
- 第12回（2018年）[ジュニア部門] 稲沢市立大里中学校(愛知県稲沢市)
- 第13回（2019年）[キッズ部門]昭和保育園「たちばな」（名古屋市昭和区）
- 第13回（2019年）[ジュニア部門] ピンクチャイルド(大阪府寝屋川市)
- 2020年　該当賞無し
- 2021年　劇団果実籠（北海道札幌市）、草野キッズビクス（福岡県久留米市草野町）※テレどまつり審査
- 2022年　もりやまっこよつ葉遊隊（愛知県名古屋市守山区）※テレどまつり審査
- 2023年　[ジュニア部門]ダンスチーム凛（三重県津市）
- 2023年　[キッズ部門]ピンクチャイルドJr.（大阪府寝屋川市）
- 2024年　Well来夢・平田（愛知県名古屋市西区）

## U-40部門審査
40人未満で構成されたチームが対象となる大会。2011年（第13回どまつり）から行われている。
U-40部門大賞チーム
- 第1回(2011年)　藍～いんでぃご～（犬山市）
- 第2回(2012年)　歓・感　Ｇ.Ａ.Ｓ（名古屋市熱田区）
- 第3回(2013年)　笑゛Jr.（犬山市）
- 第4回(2014年)　守破離（名古屋市中区）
- 第5回(2015年)　笑゛Jr.
- 第6回(2016年)　青春応援団 我無沙羅（愛知県刈谷市）
- 第7回(2017年)　JR九州櫻燕隊（福岡県福岡市博多区）
- 第8回(2018年)　飃～FREEDOM～（三重県鈴鹿市）
- 第9回(2019年)  よさこいチーム　かざみどり(兵庫県神戸市中央区)
- 第10回(2020年)  オンライン開催の為、該当部門なし
- 第11回(2021年)  オンライン開催の為、該当部門なし
- U-40部門賞(2022年)  MAIYA(岐阜県瑞浪市)
- U-40大賞(2023年)  縁志(愛知県三河全域)
- U-40大賞(2024年)  彩ノ京－ハナノミヤコー(京都府京都市上京区)

## 総踊り曲
- 名古屋でGO！（1998年） 三代目名古屋学生チーム「鯱」の持ち曲。GO!2ができるまで初期のどまつりで使用された。歌唱は当時の鯱メンバーによるもの
- わっしょい！（1999年） MAIYAの持ち曲。 第2回以後はどまつりの総踊り曲として寄贈。
- Sutotoco（2000年） 初のオリジナル総踊り曲。
- 名古屋でGO2！（2001年） 名古屋でGO！のリメイク的楽曲。
- どまつり囃子-ODORANA-（2005年） 宮地祐紀生氏、伊藤秀志氏が作詞作曲
- アイ☆チカラ（2005年） 愛・地球博。愛知県ウィーク「あいちお祭り大乱舞」にて有志のみなさんが作成。
- 名古屋でGO400！！！～尾張名古屋でええじゃないか～（2010年） 名古屋開府400年を記念して制作した、新総踊り。
- YEAH!HOPE!!（2014年） 15周年を記念して制作。
- 晴れルヤ！（2019年） 20周年を記念して制作。「(公財)にっぽんど真ん中祭り文化財団」名義
- 祭花-MATSURIBANA-（2022年） どまつり男子（寺坂頼我とボイメンエリア研究生で結成）[2]
- どまつり節（2023年10月20日配信リリース） 25周年を記念して制作。「(公財)にっぽんど真ん中祭り文化財団」名義
- まつりびと〜カキツバタ〜（2024年） TEAM SHACHIの楽曲
- ワッショイジャパン（2025年） THE FRANK VOXの楽曲